# Sidney Fox
Sidney Walter Fox (Los Angeles, 24 de Março de 1912 - 10 de Agosto de 1998) foi um bioquímico estadunidense. Dedicou seus estudos à química das proteínas e à origem da vida. Conquistou notoriedade na grande imprensa ao pretender que os agregados esféricos (microesferas) que obteve ao suspender em água o material obtido pela desidratação térmica de aminoácidos (proteinóides) poderiam ser equiparados às formas primitivas de vida.

## Pesquisa
Sidney Fox, em 1957, demonstrou que aminoácidos aquecidos ligavam-se e formavam compostos semelhantes às proteínas.
O resultado de Fox reforça as ideias atuais, ou seja, os aminoácidos trazidos pela chuva, ao entrar em contato com as rochas quentes, se combinariam formando as proteínas.
Nos mares, as proteínas se agregariam formando os coacervados.
A evolução do coacervado até o primeiro ser vivo é muito grande. deve ter sido um processo lento e gradativo nos mares primitivos, a chamada "sopa primordial".
Acreditamos que um coloide, para se tornar um ser vivo, teria de adquirir varias propriedade, tais como:
- Capacidade de metabolismo, isto é, deveria ser capaz de realizar varias reações próprias dos seres vivos.

- Capacidade de autoduplicação com transmissão das características hereditárias; todos os seres vivos possuem essas características codificadas em ácidos nucleicos.

Acredita-se que a sequência evolutiva deve ter sido:
1. O primeiro ser vivo deveria ser heterótrofo, pois é o mais simples e havia bastante alimento disponível.
2. O primeiro processo de respiração deveria ser anaeróbio (fermentação) porque é o processo mais simples e não havia oxigênio.
3. A multiplicação desses organismos deve ter provocado a escassez do alimento e uma grande mortandade.
4. Deve ter evoluído, desses seres, algum organismo primitivo autótrofo que produzia seu próprio alimento e servia de alimento para os outros.
5. O ser autótrofo começou a liberar O² para a atmosfera.
6. Nessas condições foi possível evoluir um ser com respiração aeróbica, que utilizava o O² da atmosfera. O processo de respiração aeróbica produz maior quantidade de energia que a fermentação.

A maioria dos seres vivos atuais, seja autótrofo ou heterótrofo, utiliza o O² na respiração por ser um processo de maior rendimento energético.
Os seres vivos que conhecemos hoje possivelmente evoluíram dessas formas iniciais através de bilhões de anos. A ciência que estuda essas transformações é a Evolução.

## Publicações
Sidney Fox escreveu ou co-escreveu cerca de 380 obras publicadas, nove das quais são livros.
- Fox, Sidney W. (1965). The origins of prebiological systems and of their molecular matrices. New York: Acad. Pr.
- Fox, Sidney W., Klaus Dose; with a foreword by A. Oparin (1977). Molecular evolution and the origin of life (Rev. ed. ed.). New York: M. Dekker.
- Ho, edited by Mae-Wan; Fox, Sidney W. (1988). Evolutionary processes and metaphors. Chichester: Wiley. pp. 333. ISBN 0-471-91801-6.
- Fox, Sidney W. (1988). The emergence of life: Darwinian evolution from the inside. Basic Books.
- Fox, Sidney W. (1957). Introduction to protein chemistry. New York: Wiley.
- Fox, Sidney W.; Duane L Rohlfing, Aleksandr Ivanovich Oparin (1972). Molecular evolution: prebiological and biological. New York: Plenum Press.
- Fox, Sidney W. (1984). Individuality and determinism: chemical and biological bases. New York: Plenum Press.